# Поручник Блубери
Поручник Блубери је вестерн-стрип сценаристе Жан-Мишела Шарлијеа и цртача Жана Жироа. Радња стрипа се одвија у Северној Америци и Мексику за време и након Америчког грађанског рата.

## О стрипу
Лик Мајкла Блуберија први пут се појавио у стрипу „Форт Навајо“ (фр. Fort Navajo) објављеном 31. октобра. 1963. године у француском часопису Пилот (фр. Pilote). У мноштву ликова који се појављују у стрипу, Блуберијев лик се издвојио својом живописношћу тако да уредници Пилота, а и сами аутори стрипа, доносе одлуку да направе посебан стрип-серијал назван по главном јунаку. 
У свим епизодама серијала Поручник Блубери (укупно 23) описују се догађаји везани за Мајкла Блуберија, коњичког поручника, али се касније, након великог успеха првих неколико епизода серијала, покрећу и посебни серијали везани за Блуберијеву младост (Млади Блубери /фр. Le Jeunesse de Blueberry/, 19 епизода) и за период живота када је био маршал САД (Маршал Блубери /фр. Marshall Blueberry/, 3 епизоде/). Блуберијево основно наоружање је колт марке „писмејкер“ („миротворац“). Највернији пријатељи су му Џими Маклур и Ред Нек, а непријатељи Виго, Кели и генерал “Жута Глава”.

## Биографија
Блуберијево право име је Мајкл Стивен Донован, а у серијалу „Млади Блубери“ сазнајемо детаље о његовој младости. Мајкл је Јужњак и власник плантаже „Ред вуд“, коју је наследио од оца. 
Прича почиње разговором између Хенријете и њеног оца који јој забрањује да се виђа са Мајклом, сматрајући да је младић, упркос богатству, усијана глава и женскарош и да је много боље да се његова ћерка заинтересује за рођака Ронија. Игром случаја, Хенријетин отац је убијен, а за злочин је оптужен Мајкл Донован. 
Бежећи од потере, Мајкл наилази на групу северњачких војника који га, да би га спасли, примају у своје редове. На питање о имену, Донован одговара да се презива Блубери (енгл. Blueberry, српски: боровница) будући да је плод боровнице било прво што је у том тренутку угледао. Војну каријеру започиње као трубач, али ће касније напредовати и до чина поручника.
Блубери се у серијалу среће са многим историјским личностима: Вајатом Ерпом, Доком Холидејом, Џеронимом, Кочизом, генералом Шерманом...

## Екранизација
Стрип је 2004. године пренесен у филм насловљен као „Блубери“ у којем Блуберија глуми француски глумац Венсан Касел. Улога младог Блуберија додељена је ирском глумцу Хјуу О'Конору. Редитељ филма је Жан Кунан (фр. Jan Kounen) а у филму се говори енглеским језиком, иако је продукција француска. Филм је заправо екранизација две епизоде главног серијала: епизоде 11, у Србији објављене под насловом Рудник лудог Немца (фр. La Mine de l'Allemand perdu) и епизоде 12, преведене као Дух са златним мецима (фр. Le Spectre aux balles d'or).

## Издавање
Стрип непрекидно излази од 1963. године. Закључно са 2010. годином, објављен је 51 албум овог стрипа у четири серијала: Младост Блуберија (19 албума), Поручник Блубери (23 албума), Мистер Блубери (5 албума + 1 албум са необјављеним таблама) те Маршал Блубери (3 књиге). Највећи број епизода су у Србији објавили часописи „Политикин Забавник“ и „Стрипотека“, мањи број епизода објавио је стрип-часопис Спунк, док овај стрип у облику тврдоукоричених албума објављује Маркетпринт из Новог Сада.

## Прво појављивање у бившој Југославији
Поручник Блубери се први пут у СФР Југославији појавио у београдском дечјем листу Кекец 5. септембра 1968.

## Аутори
Творци стрипа су Белгијанац Жан-Мишел Шарлије као сценариста и Француз Жан Жиро као цртач. Након Шарлијеове смрти 1995. године, Жиро се почиње потписивати и као сценариста, али је из поштовања према свом дугогодишњем сараднику наставио да потписује Шарлијеа на корицама нових албума стрипа.

## Младост Блуберија(1861–1864)
- 01. Блуберијева младост (La Jeunesse de Blueberry), 1975. - епизоде: Лонг Сем, Мост код Чатануге, 3000 мустанга; сценарио: Шарлије, цртеж: Жиро
- 02. Јенки звани Блубери (Un Yankee nommé Blueberry), 1978. - епизоде: У сусрет смрти, Минирани воз, Херијетина смрт; сценарио: Шарлије, цртеж: Жиро
- 03. Плави коњаник (Cavalier bleu), 1979. - епизоде: Плави коњаник, Двострука игра, Браћа Давсон; сценарио: Шарлије, цртеж: Жиро
- 04. Демони Мисурија (Les Démons du Missouri), 1985, сценарио: Шарлије, цртеж: Колин Вилсон, колор: Жане Гал
- 05. Насиље у Канзасу (Terreur sur le Kansas), 1987, сценарио: Шарлије, цртеж: Колин Вилсон, колор: Жане Гал
- 06. Паклени напад (Le Raid infernal), 1990, сценарио: Шарлије, Франсоа Кортеђани, цртеж: Колин Вилсон, колор: Жане Гал
- 07. Немилосрдни лов (La Poursuite impitoyable), 1992, сценарио: Франсоа Кортеђани, цртеж: Колин Вилсон, колор: Жане Гал
- 08. Тројица за Атланту (Trois hommes pour Atlanta), 1993, сценарио: Франсоа Кортеђани, цртеж: Колин Вилсон, колор: Жане Гал
- 09. Цена крви (Le Prix du sang), 1994, сценарио: Франсоа Кортеђани, цртеж: Колин Вилсон, колор: Жане Гал
- 10. Решење Пинкертон (La Solution Pinkerton), 1998, сценарио: Кортеђани, цртеж: Мишел Блан-Димон, колор: Клодин Блан-Димон
- 11. Стаза проклетих (La Piste des maudits), 2000, сценарио: Кортеђани, цртеж: М. Блан-Димон, колор: К. Блан-Димон
- 12. Последњи воз за Вашингтон (Dernier train pour Washington), 2001, сценарио: Кортеђани, цртеж: М. Блан-Димон, колор: К. Блан-Димон
- 13. Линколн мора умрети (Il faut tuer Lincoln), 2003, сценарио: Кортеђани, цртеж: М. Блан-Димон, колор: К. Блан-Димон
- 14. Крвник из Синсинатија (Le Boucher de Cincinnati), 2005, сценарио: Кортеђани, цртеж: М. Блан-Димон, колор: К. Блан-Димон
- 15. La Sirène de Veracruz, 2006, сценарио: Кортеђани, цртеж: М. Блан-Димон, колор: К. Блан-Димон
- 16. 100 dollars pour mourir, 2007, сценарио: Кортеђани, цртеж: М. Блан-Димон, колор: К. Блан-Димон
- 17. Le Sentier des larmes, 2008, сценарио: Кортеђани, цртеж: М. Блан-Димон, колор: К. Блан-Димон
- 18. 1276 âmes, 2009, сценарио: Кортеђани, цртеж: М. Блан-Димон, колор: К. Блан-Димон
- 19. Rédemption, 2010, сценарио: Кортеђани, цртеж: М. Блан-Димон, колор: К. Блан-Димон

## Блубери (1867–1868)
- 01. Форт Навахо (Fort Navajo), 1965, сценарио: Шарлије, цртеж: Жиро
- 02. Грмљавина на западу (Tonnerre à l'ouest), 1966, сценарио: Шарлије, цртеж: Жиро
- 03. Усамљени орао (L’Aigle solitaire), 1967, сценарио: Шарлије, цртеж: Жиро
- 04. Изгубљени коњаник (Le Cavalier perdu), 1968, сценарио: Шарлије, цртеж: Жиро
- 05. На трагу Навахоса (La Piste des Navajos), 1968, сценарио: Шарлије, цртеж: Жиро
- 06. Човек са сребрном звездом (L'Homme à l'étoile d'argent), 1969, сценарио: Шарлије, цртеж: Жиро
- 07. Гвоздени коњ (Le Cheval de fer), 1970, сценарио: Шарлије, цртеж: Жиро
- 08. Човек са челичном шаком (L'Homme au poing d'acier), 1970, сценарио: Шарлије, цртеж: Жиро
- 09. На стази Сијукса (La Piste des Sioux), 1971, сценарио: Шарлије, цртеж: Жиро
- 10. Сулуди генерал (Генерал Жута Глава) (Général “Tête Jaune”), 1971, сценарио: Шарлије, цртеж: Жиро

## Маршал Блубери (1868)
- 01. По Вашингтоновом наређењу (Sur ordre de Washington), 1991, сц: Жан Жиро, цртеж: Вилијам Ванс, колор: Петра
- 02. Мисија Шерман (Mission Sherman), 1993, сценарио: Жан Жиро, цртеж: Вилијам Ванс, колор: Петра
- 03. Крвава граница (Frontière sanglante), 2000, сценарио: Жан Жиро, цртеж: Мишел Руж, колор: Скарлет Смалкауски

## Блубери (1869–1881)
- 11. Рудник лудог Немца (Златна планина) (La Mine de l'Allemand perdu) 1972, сценарио: Шарлије, цртеж: Жиро
- 12. Дух са златним мецима (Планина духова) (Le Spectre aux balles d'or), 1972, сценарио: Шарлије, цртеж: Жиро
- 13. Бисер Чиваве (Chihuahua Pearl), 1973, сценарио: Шарлије, цртеж: Жиро
- 14. Уцена на пола милиона долара (L’homme qui valait 500 000 $), 1973, сценарио: Шарлије, цртеж: Жиро
- 15. Балада о ковчегу (Ballade pour un cercueil), 1974, сценарио: Шарлије, цртеж: Жиро
- 16. Прогнаник (Le Hors-la-loi) 1974, сценарио: Шарлије, цртеж: Жиро
- 17. Анђеоско лице (Angel Face) 1975, сценарио: Шарлије, цртеж: Жиро
- 18. Повратак Блуберија (Сломљени Нос) (Nez Cassé), 1980, сценарио: Шарлије, цртеж: Жиро
- 19. Дуго путовање (La Longue marche), 1982, сценарио: Шарлије, цртеж: Жиро
- 20. Фантомско племе (La Tribu fantôme), 1982, сценарио: Шарлије, цртеж: Жиро
- 21. Последња карта (La Dernière Carte), 1983, сценарио: Шарлије, цртеж: Жиро, колор: Фрезик Маро
- 22. На крају пута (Завршетак пута) (Le Bout de la piste), 1986, сценарио: Шарлије, цртеж: Жиро, колор: Жане Гал
- 23. Љубав у Аризони (Arizona Love), 1990, сценарио: Шарлије, Жиро, цртеж: Жиро, колор: Флоранс Бретон

## Мистер Блубери (1881)
- 24. Мистер Блубери (Mister Blueberry), 1995, сценарио и цртеж: Жан Жиро, колор: Флоранс Бретон
- 25. Сенке над Тумбстоном (Ombres sur Tombstone), 1997, сценарио и цртеж: Жан Жиро, колор: Флоранс Бретон
- 26. Апач Џеронимо (Geronimo l'Apache), 1999, сценарио и цртеж: Жан Жиро, колор: Флоранс Бретон
- 27. О. К. корал (OK Corral), 2003, сценарио и цртеж: Жан Жиро, колор: Клер Шанвал, Жан Жиро
- 28. Прашина (Dust), 2005, сценарио и цртеж: Жан Жиро, колор: Жиро и Скарлет Смалкауски
- HS Apaches[2]2007, сценарио и цртеж: Жан Жиро, колор: Флоранс Бретон